# Batalla de Bronkhorstspruit
La batalla de Bronkhorstspruit fue uno de los primeros combates de la primera guerra bóer, entre una columna británica y una tropa bóer, que tuvo lugar a algunos kilómetros al este de la ciudad de Bronkhorstspruit, en la actual Gauteng, el 20 de diciembre de 1880.

## La batalla
Una columna de soldados británicos, formada por 6 oficiales y 246 soldados del 94.º Regimiento de infantería, así como 12 hombres del Real Cuerpo Logístico y 4 del Real Cuerpo Médico del Ejército, marchaban en dirección a Pretoria, cuando al menos 250 bóeres aparecieron por el flanco izquierdo de la columna.
Utilizando el poco terreno cubierto disponible, los bóeres se posicionaron a unos 200 metros de la columna británica. El teniente coronel británico Philip Robert Anstruther parlamentó con una delegación bóer, portadora de una orden del Parlamento del Transvaal a los británicos de dar media vuelta. Anstruther rehusó, pero antes de que él pudiese maniobrar la columna a formación de batalla, los bóeres abrieron fuego sobre las 12:30 horas.
En 15 minutos, la mayor parte de los oficiales británicos fueron muertos o heridos, y los caballos y bueyes que tiraban de los carros, al principio y al final de la columna, abatidos, impidieron toda posibilidad de retirada. Impactado por este ataque brutal y repentino, el teniente coronel Anstruther dio la orden de rendirse.
Tras la batalla de solamente 15 minutos, 156 soldados británicos fueron muertos o heridos, y el resto, hechos prisioneros. Los bóeres solo sufrieron 2 muertos y 5 heridos.